# アグリッピーナコンプレックス
アグリッピーナコンプレックスは、南博が提唱した精神分析における概念である。男児の精神崩壊の際に働くとされる。

## 概論
南博によると、幼児期に男児が母親の乳首を吸う際に男児は性的快感を覚えるが、その一方で実はそれは男児だけの性的快感ではなく、乳首を吸われている方の母親も性的快感を覚えているのであるという。
通常ならばその後、離乳によって母子の分離が行われるが、母親の方がその性的快感を忘れられず、無意識のうちにその分離を拒否すると、男児の方で母親との忌まわしい記憶がコンプレックスとなり、自我の中で暴れだすという。たとえ直接的な性的行為がなくとも、子供の母親に対する性的衝動を超過させるに十分な要素が母親側にあれば、このコンプレックスは働き得るとされる。一方、母親から性的虐待をされた男児は、その原体験によって「狂っているならさらに狂ってしまえ」という心理状態に陥ってしまうのだという。
このコンプレックスはエディプスコンプレックスの考え方とは主客が全く逆であるため、これを南博はローマ帝国の皇帝ネロと小アグリッピナの関係になぞらえ「アグリッピーナコンプレックス」と名づけた。ネロは即位したころは、セネカの補佐を受け善政を行っていたとされる。しかし、母親の小アグリッピナに犯された記憶がもとで、常にフラッシュバックが起こるようになり、自暴自棄になって母親を殺し「俺は狂人なんだ」という強迫観念に襲われ悪政に走ったと言われている。
混同されることもあるが、これはマザーコンプレックスとは全く正反対のコンプレックスである。なぜなら、マザーコンプレックスの場合は母親に対して愛情を抱くことが原因であり、母親が近づいてくれる事に好感を持つとされるが、このアグリッピーナコンプレックスは母親からの一方的な愛情に起因するものであり、子供は母親が近づくことに対して非常に嫌悪感を持つからである。また、このコンプレックスは母親からの直接的な心理的攻撃が原因であり、マザーコンプレックスは物語など母親とは直接的に関係ないところから来るものであるとされることからも区別される。

## 形成に影響を与える要素
狭義の母親と息子の近親姦が行われた場合最も強烈にアグリッピーナコンプレックスが形成されるが、その他にも様々なものがある。例えば、いつまで経っても乳離れをさせない、男児にフェラチオや手淫などを施す、思春期に入っても風呂やベッドを共にすることなど直接的な肉体的接触のほか、自慰を強制する、子供の体臭や毛や性器の成長などに関して極度の関心を示す、息子に近づく女をことごとく罵倒するといったことによっても形成される。また、それほどひどくなくとも何かと母親にべたつかれるだけでも形成されるとされる。
さらに、母親が自身の年齢に伴う性的魅力の減少を、息子に押し付けてしまうこと（「あなたが男として弱いから私はこんな身体になったのよ！」など）や、自分自身の若い頃の男性との交際関係を自慢することもあり、この場合さらに形成への影響は強くなる。

## 実情
このコンプレックスを負っている者は母親を精神的には極度に嫌がり、母親に上に乗られることはおろか、触れられるだけでさえ嫌気が差すこともあり、悲劇的で自虐的な感情に襲われることもあるという。また「自分は悪魔なんだ」と言うこともあり「奈落の底まで堕ちて行け」と自暴自棄の感情に襲われる事もあるという。 
実際にはかなりの人がこのコンプレックスを負っていると思われるものの、自分が軽蔑される可能性があると思っているため名乗り出る事が少なく、どうしても研究が遅れ気味になる傾向があるようである。
結果として薬物依存、セックス依存、セックス恐怖、人間関係や夫婦関係がうまく行かないなどの状況になると言われる。

## 備考
- 原因に関しては精神分析的で仮説の域を出ない。また、性的虐待は権力の行使という意味合いがあるという考えが主流である。